# 車警官
是一部2012年上映的韓國喜劇電影，由电影《黑色之家》《七级公务员》的导演申泰羅执导，姜至奐、成宥利、李洙赫、金英光及申敏哲主演。講述一無所有並且只懂得工作的車警官，為了破案偽裝成時裝模特，登上伸展台後發生的一系列搞笑故事。

## 劇情介紹
油膩的頭髮、骯髒的衣服還有D型身材，怪咖警官車哲秀的形象如此不堪，為了調查一樁毒品案，不得不在最短時間內混入模特圈埋伏。偶然間，哲秀遇見高中時期曾經暗戀的高英在，而她目前正在研修時尚界服飾，打算辦場自己的時裝秀。英在為了幫助哲秀，讓他打造出極品身材，瘦身成功的哲秀還得學習模特步等基本常識。犯罪分子聽說警察要混進圈內而聞風喪膽，打算讓英在的時裝秀泡湯，破壞警方的戰略。

## 演員陣容

### 主要人物
- 姜至奐 飾演 車哲秀
- 成宥利 飾演 高英在
- 李洙赫 飾演 金善浩
- 金英光 飾演 勝宇
- 申敏哲 飾演 民勝

### 其他人物
- 申正根 飾演 柳班長
- 朴正學 飾演 卓代表
- 李熙俊 飾演 慶碩
- 孫炳旭 饰演 权室长
- 洪錫天 饰演 节目导演
- 羅美蘭 饰演 宋老师
- 崔貴華 饰演 平警官
- 美兰 饰演 信英
- 尹鋒吉 饰演 尹警官
- 李泰剑 饰演 李警官
- 朱怜豪 饰演 朱警官
- 李泰亨 饰演 卓警官
- 洪胜日 饰演 李江秀
- 朴寶劍 飾演 車哲秀（高中時期）
- 李恩彩 饰演 阿希礼
- 朴英雄 饰演 朴组长／卡车司机
- 孙贤宇 饰演 交易的男子
- 金妍秀 饰演 发型师
- 李韩泉 饰演 巴士上的大神
- 申锡哲 饰演 顶级模特锡哲
- 崔允瑟 饰演 设计师小瑟
- 李泰镇 饰演 设计师阿镇
- 朴勇在 饰演 赞
- 金太河 饰演 模特京浩
- 崔光濟 饰演 设计师兰堡崔

### 友情出演
- 金正八 饰演 巴士司机
- 金英民 饰演 金专务
- 金宇彬 饰演 模特宇彬

## 外部連結
- NAVER上《車警官》的資料
- Daum上《車警官》的資料

- 韩国电影数据库（KMDb）上《車警官》的資料
- 互联网电影数据库（IMDb）上《車警官》的资料（英文）
- 豆瓣电影上《車警官》的資料 （简体中文）
- Yahoo奇摩電影上《車警官》的資料（繁體中文）
- 開眼電影網上《車警官》的資料（繁體中文）
- Box Office Mojo上《車警官》的资料（英文）
- 爛番茄上《車警官》的資料（英文）
- KBS WORLD影像檔案[永久]（中文）